# Automoto (cyklistický tým)
Automoto byl francouzský profesionální cyklistický tým, existující v letech 1910–1952. 

## Historie
Jeho hlavním sponzorem byl francouzský výrobce kol a motocyklů Automoto. Cyklistický tým Automoto byl v pelotonu na vrcholu po první světové válce, jeho jezdci dominovali na Tour de France v letech 1923–1926 řadou přesvědčivých vítězství vedených jezdci s mezinárodním věhlasem, jako třeba Henri Pellisier (Francie), Ottavio Bottecchia (Itálie) a Lucien Buysse (Belgie).